# Ah Cama-Sotz
Ah Cama-Sotz — проект бельгийского музыканта, диджея и продюсера Германа Клапхольца, основанный в 1993 году. Исполняет преимущественно дарк-эмбиент и нойз. Проект назван в честь Кама Соца — одного из божеств Шибальбы в мифологии майя, изображавшегося в виде летучей мыши-вампира.

## История
В конце 1980-х годов Герман Клапхольц начал выступать в различных клубах Антверпена в качестве диджея. В 1992 году, после путешествия в Мексику, он, вдохновлённый мифологией майя, присоединился к проекту Hybryds, исполнявшему ритуальный эмбиент. Однако уже в следующем году музыкант принял решение работать в одиночку и начал записывать собственный материал под именем Ah Cama-Sotz. Клапхольц стремился органично совместить элементы электронной танцевальной, классической и экспериментальной музыки.
С 1993 года Ah Cama-Sotz выпустил тринадцать студийных альбомов и четырежды выступил на престижном фестивале Wave Gothic Treffen в Лейпциге. Герман Клапхольц также неоднократно сотрудничал с другими исполнителями экспериментальной музыки в рамках Camanecroszcope, Okk-ULTh и других сайд-проектов.

## Стиль, влияние
По словам самого музыканта, на его раннее творчество во многом повлияли Hybryds. Первые альбомы Клапхольца критиковались музыкальными журналистами за «поверхностность» и излишнюю традиционность звучания. Начиная с EP Mantra и Rites of the Flesh в композициях, создаваемых музыкантом, стали более отчётливо проявляться элементы электронной танцевальной музыки и техно, совмещённые с эмбиентными подложками и синтезированными гитарными партиями. Примерно с середины 2000-х годов Ah Cama-Sotz начал ещё более активно экспериментировать с различными музыкальными стилями, отойдя от классических канонов дарк-эмбиента и сочетая восточные и западноевропейские фолк-мотивы. На его поздних альбомах можно найти следы влияния ритуал-эмбиента, этнической музыки и индастриала, причудливо сочетающиеся и формирующие неповторимую звуковую картину.
Источниками вдохновения для Ah Cama-Sotz являются главным образом мифология и оккультизм. Так, концептуальный альбом 10 Years Bat Vibez полностью состоит из «непроницаемо тёмных сакральных песнопений», посвящённых древним богам и демонам. Почти каждая из работ Германа Клапхольца объединена какой-либо идеей, поэтому его альбомы лучше воспринимать как самостоятельные крупные произведения, а не подборку различных композиций.

## Дискография

### Студийные альбомы
- 1997 — Épithaphe
- 1997 — La Peste
- 1999 — Terra Infernalis
- 2000 — U-Boot
- 2000 — The House of the Lordh
- 2002 — La Procesión de la Sangre
- 2003 — 10 Years Bat Vibez
- 2005 — Ghost in the Shadow
- 2005 — The Way to Heresy
- 2007 — Dead Cities
- 2007 — 13
- 2008 — Declaration of Innocence
- 2010 — Blood Will Tell
- 2013 — Murder Themes II
- 2013 — Obsession Diabolique
- 2015 — State Of Mind

### Синглы и EP
- 1995 — «Hecate’s Psy»
- 1996 — First Circle of Hell EP
- 1999 — «Poison»
- 1999 — «Baal»
- 2000 — Mantra EP
- 2001 — «Excramentos Diabolicos»
- 2003 — Rites of the Flesh EP